# Демьяновы
Демья́новы — древние русские дворянские роды.
Фамилия является отчеством от мужского имени Демьян из канонического Дамиан, предположительно восходящего к лат. Damianus «посвящённый богине Дамии».
При подаче документов (19 марта 1686), для внесения рода в Бархатную книгу, были предоставлены родословная роспись Демьяновых, три царские жалованные грамоты (1515-1517) на поместья в Коломенском и Медынском уездах, в Смоленской земле и роспись жалованный грамот, данных Демьяновым (1619-1624).

## История рода
Род считается выехавшим из Польши. Великий князь Василий III жаловал Павла и Клишку Кузовлевым Демьяновичам на их вотчину деревни Ефремовское и Борисовское в Смоленской земле (1515), Василия Яковлевича Демьяновича на село Бутримовское с деревнями в Городецком стане Медынского уезда (1515) и Дедьново и Ряболово в Коломне (1516). Опричником Ивана Грозного был дьяк Афанасий Игнатьевич Демьянов (1573), который упоминается (1572-1577). Михаил, Митрофан и Леонтий Семёновичи служили по Переславлю-Залесскому (1604).
Андрей, Афанасий, Авдотья и Елена Яковлевичи Демьяновы владели поместьями в Ярославском уезде (1627). Любим и Илья Измайловичи верстаны окладами по Арзамасу (1628). За московское осадное сидение (1618) Фёдор Афанасьевич жалован вотчиной, служил по Зубцову (1622-1649). Есть ли родственная связь между ярославско-зубцовским родом Демьяновых и семьями, происходящими из Смоленской земли и Медынского уезда, не упоминается.
Шесть Демьяновых владели населёнными имениями (1699).

## Потомки Афанасия Демьянова
Предок одного из родов, Афанасий Демьянов, имел трёх сыновей, которые служили российскому престолу в разных чинах и с 1642 и других годов владели поместьями в разных уездах (Иван в Ярославском, а дети двух других сыновей в Зубцовском и Ржевском), что доказывается справкой Вотчинной коллегии. Этот род внесён в VI часть родословной книги Костромской, Новгородской и Тверской губерний.
Герб рода Демьяновых (по каким-то причинам лишь потомства Ивана Афанасьевича) внесён в Часть 8 Общего гербовника дворянских родов Российской империи, на странице 83.

### Ярославская ветвь
За Иваном Афанасьевичем Демьяновым (?—1665) в 1642 г. было закреплено 19 четвертей земли у деревни Ламаново Черемошской волости Ярославского уезда (современный Рыбинский район Ярославской области). Впоследствии его потомки владели землями, в основном, в Кинешемском и Костромском уездах Костромской губернии.
- Пётр Борисович Демьянов (р. 1729) — правнук Ивана Афанасьевича, участник Семилетней войны, служил в морских батальонах. Заседатель Костромского верхнего земского суда.
- Иона Матвеевич Демьянов (р. 1740) — племянник Петра Борисовича, находился «для посылок» в Главной дворцовой канцелярии, казначей Ярославской провинциальной канцелярии, расправный судья в Данилове.
- Аполлон Ионович Демьянов (р. 1783) — подпоручик лейб-гвардии Преображенского полка, кинешемский уездный судья. В 1833 г. подавил восстание крестьян с. Дорожилово (имение А. М. Кутузова). Свояк костромского губернатора Пасынкова.

### Тверская ветвь
Его племянники Фёдор и Семён вёрстаны поместьями в Ржевском и Зубцовском уездах (расположенных относительно далеко от Ярославского), и их потомки проживали в Бежецком и Ржевском уездах Тверской губернии.
- Яков Иванович Демьянов (около 1768 — после 1823) — российский военный моряк. В 1786—1788 ежегодно находился в плаваниях на Балтийском море. Отличился в Русско-Шведской войне 1788—1790. В ходе войны на фрегате «Надежда благополучия» принимал участие в Гогландском (1788) и Эландском (1789) морских сражениях, крейсировал с флотом в Балтийском море. На том же фрегате в 1790 году участвовал в Ревельском и Выборгском сражениях с шведским флотом. Капитан 1-го ранга (1803). Награждён орденом Святого Георгия 4-й степени «за беспорочную выслугу» (26 ноября 1803)[6].
- Александр Алексеевич Демьянов (1865—1925) — член Временного правительства, адвокат, один из основателей Трудовой народно-социалистической партии, директор 2-го департамента Министерства юстиции, а затем товарищ министра юстиции, эмигрант.
- Николай Яковлевич Демьянов (1861—1938) — двоюродный брат Александра Алексеевича, академик по разряду физических наук с 1929 г. Заведовал лабораторией Института органической химии АН СССР в Москве. В 1895 г. разработал общий способ получения нормальных предельных гликолей, непредельных спиртов и изомерных им оксидов. В 1902—1903 гг. открыл изомеризацию алициклических соединений в направлении увеличения цикла (перегруппировка Демьянова).
- Валентина Николаевна Шацкая, урожд. Демьянова (1882—1978) — дочь Н. Я. Демьянова, профессор, академик АПН СССР, выдающийся педагог, основоположник музыкально-эстетического воспитания в СССР.

## Другие дворянские роды
Другие два рода Демьяновых позднейшего происхождения. Они были внесены:
- в 1859 году в родословную книгу Санкт-Петербургской и Тульской губерний
- в 1865 — Харьковской губернии

## Известные представители
- Демьянов Яков Афанасьевич - объезжий голова в Москве (1616), воевода в Берёзове (1620-1622).
- Демьянов Роман Афанасьевич - московский дворянин (1629-1640).
- Демьянов Фёдор Фёдорович - стряпчий (1676).
- Демьянов Семён Фёдорович - московский дворянин (1676-1677), пожалован вотчиной за войну с Турецким султаном (1680).
- Демьянов Фёдор Андреевич - московский дворянин (1680-1692).
- Демьянов Алексей Романович - стряпчий (1677), стольник (1682-1686), владел поместьем в Пошехонском уезде (1683).
- Демьянов Иван Иванович - московский дворянин (1692).
- Демьянов Иван Семёнович - стряпчий (1692)[7][8].